# TV 1877 Waldhof
TV 1877 Waldhof is een Duitse sportvereniging uit Waldhof, een stadsdeel van Mannheim, Baden-Württemberg. 

## Geschiedenis
In de zomer van 1877 stichtten arbeiders van de spiegelfabriek Waldhof een turnvereniging. Omdat er in Waldhof geen zaal beschikbaar was waren ze gedwongen om een aantal activiteiten in het naburige Käfertal te houden. In april 1920 fuseerde de club met SV Waldhof 07 en werd zo SpuTV 1877 Waldhof. Na de beslissing van de Deutsche Turnerschaft dat turnclub en balsportclubs in heel Duitsland gescheiden moesten worden ging de clubs terug uit elkaar in 1925. 
In 1929 nam de club een nieuwe turnhal in gebruik. Door de crisis van de jaren dertig en de hoge werkloosheid liep het aantal leden sterk terug. In 1943 werd de turnhal gebombardeerd en brandde tot op de grond af. De club werd pas op 18 juni 1949 heropgericht en pas in 1951 ging de club effectief weer van start met sporten. 
In de jaren negentig nam de club een nieuwe accommodatie in gebruik in het aangrenzende stadsdeel Schönau, zodat de club niet meer op grondgebied van Waldhof aanwezig was.